# رونالد ستيل (كاتب)
رونالد ستيل (بالإنجليزية: Ronald Steel)‏ هو مؤرخ وصحفي وكاتب أمريكي، ولد في 25 مارس 1931 في موريس في الولايات المتحدة.

## وصلات خارجية
- رونالد ستيل على موقع إن إن دي بي (الإنجليزية)